# Vagn Bennike
Vagn Bennike (6. januar 1888 på Frederiksberg – 30. november 1970 i Hellerup) var en dansk officer og modstandsmand, bror til Helge, Holger og Ove Bennike.
Han var søn af oberstløjtnant H.F. Bennike (død 1920) og hustru Estrid f. Høgsbro (død 1944), blev premierløjtnant 1912, kaptajn 1922 og var lærer i krigsbygningskunst ved Hærens Officersskole 1923-45. Bennike blev chef for Ingeniørkorpsets 2. bygningsdistrikt i 1930, stabschef ved Ingeniørkorpset 1930-32, stabschef hos generalinspektøren for Ingeniørtropperne 1932-37 og oberstløjtnant og chef for 1. pionerbataljon 1937. 
Da Flemming Juncker måtte forlade landet og flygte til England i april 1944, overtog Vagn Bennike sammen med Christian Ulrik Hansen ledelsen af modstandsarbejdet i Jylland. Hansen blev dog fanget af Gestapo og henrettet sommeren 1944, hvorpå Bennike fortsatte arbejdet. Bennike var formelt underlagt dels Frihedsrådet, men stod reelt under kommando af Den lille Generalstab, der var Hærens illegale ledelse, der opererede under hærchefen, general Ebbe Gørtz. Bennike havde held med at organisere og effektivisere den jyske modstandsorganisation, men han kom ofte på kant med den yngre Jens Toldstrup, der havde ansvar for modstandsbevægelsen i Nordjylland. Hans dæknavne var: (Hr.) Middelbo, Onkel, Onkel Christian, Ingeniør Søndergaard, Gustav Olsen, Generalen, Fætter, Goal, Gustav, Hans, Jørgensen.
Efter befrielsen blev Vagn Bennike generalmajor og chef for Jydsk-fynske Kommando 1945, generalinspektør for Ingeniørtropperne 1946 og fik afsked 1953. Dernæst var han Chief of Staff for FN's våbenstilstands-organisation i Israel (UNTSO) 1953-54 og blev stillet til rådighed for Hjemmeværnet 1954.
Han var desuden medlem af bestyrelsen for Major Anders Lassens Mindefond og formand for Forsvarets ABC-udvalg af 1952 til 1953. Han var Kommandør af 1. grad af Dannebrog, Dannebrogsmand og bar en række udenlandske ordener.
Han blev gift 31. marts 1915 med Gerda Paulsen (9. marts 1890 på Frederiksberg – 13. januar 1983 i Hellerup), datter af grosserer Valdemar Paulsen (død 1937) og hustru Ella f. Thomsen (død 1937).
Vagn Bennike er begravet på Hellerup Kirkegård.